# Hillingdon (metrostation)
Hillingdon is een station van de metro van Londen aan de Piccadilly Line en de Metropolitan line. 

## Geschiedenis

### Harrow & Uxbridge
In 1897 werd de Harrow & Uxbridge Railway opgericht om Uxbridge per spoor te verbinden met de Metropolitan Railway (MR), de latere Metropolitan Line, en daarmee met de binnenstad. Begin 20e liep de lijn door landelijk gebied zodat alleen bij het dorp Ruislip een tussenstation kwam. Op 4 juli 1904 werden de lijn tussen Roxborough Road aansluiting en Uxbridge, en de stations Ruislip en Uxbridge geopend met stoomdiensten. In 1905 werd de spoorlijn geëlektrificeerd en kwamen er elektrische metrostellen.  In 1906 werd de lijn overgenomen door de MR die toch al de elektrische diensten verzorgde, waarmee het de Uxbridgetak van de MR werd. MR had bedacht dat ze de woningbouw langs de lijn door het landelijke Middlesex kon aanjagen en daarmee klanten genereren door stations aan de lijn toe te voegen. Op 1 maart 1910 werd de District Railway (DR), de latere District Line, vanuit South Harrow doorgetrokken naar Rayners Lane waarna zowel de MR als de DR naar Uxbridge reden.

### Metroland
Voor het gebied ten noordwesten van Londen had de reclame-afdeling van MR in 1915 de naam Metroland bedacht voor potentiële woonwijken rond haar lijnen. Hiermee wilde ze bewoners van de binnenstad verleiden tot een verhuizing naar de gebieden ten noordwesten van de stad. In het interbellum groeide metroland gestaag en op 10 december 1923 werd Hillingdon als laatste tussenstation langs de Harrow & Uxbridge lijn ingevoegd. In 1929 begon de verlenging van de Piccadilly Line aan de oostkant van de stad en aan de westkant werd de District tak naar Uxbridge vernieuwd omdat deze als westelijke deel van de Piccadilly Line zou gaan fungeren. In juli 1933 werd het openbaar vervoer in Londen genationaliseerd in de London Passenger Transport Board (LPTB), zodat alle metrobedrijven in één hand kwamen. Op 23 oktober 1933 werd de dienstregeling van de District Line overgenomen door de Piccadilly Line. Op 1 april 1934 werd (Swakeleys) aan de stationsnaam toegevoegd en ongeveer 20 jaar later verdween de toevoeging weer van de kaart al staat het nog wel op sommige roundels.

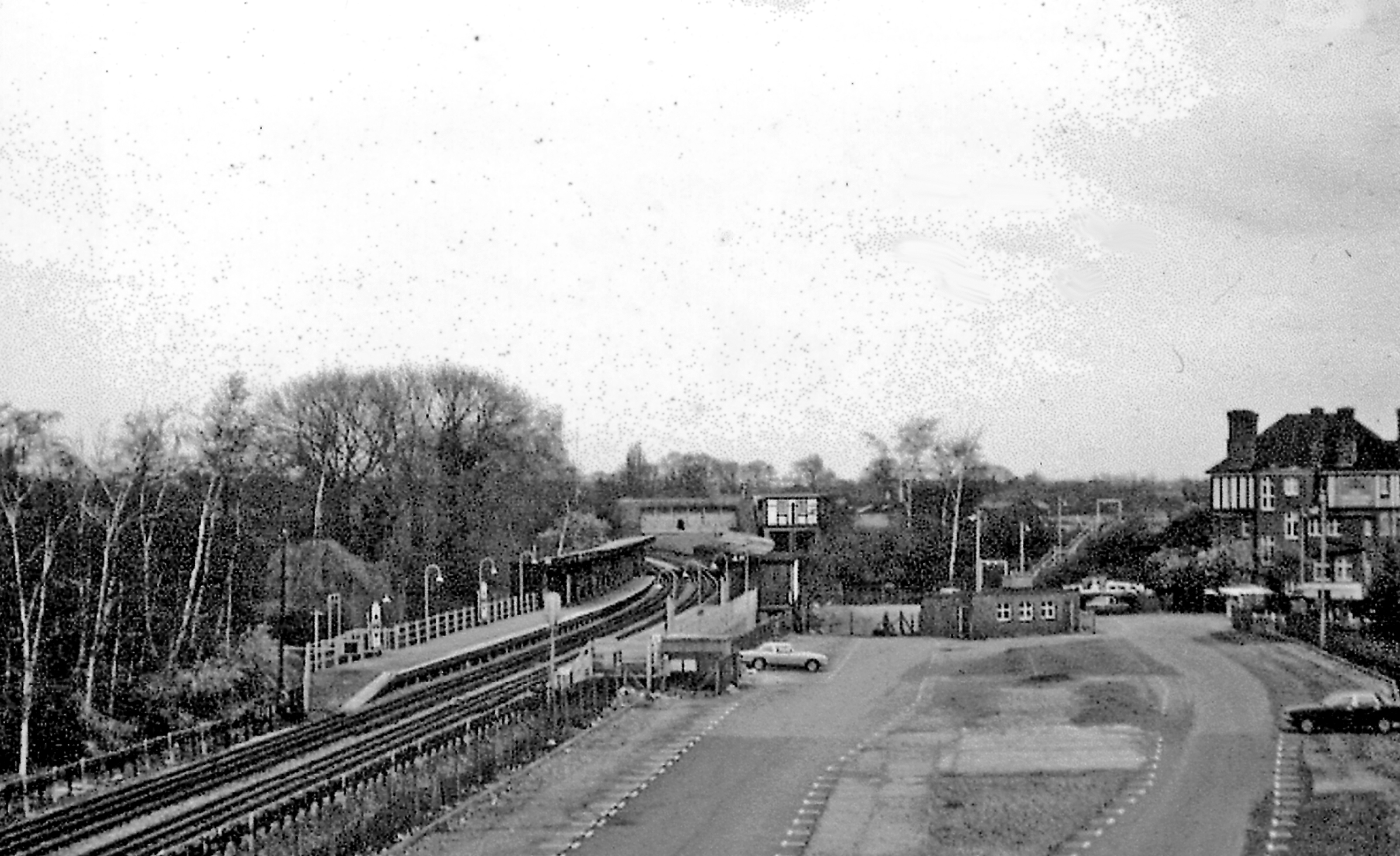
Hillingdon in 1978 gezien uit het zuiden.
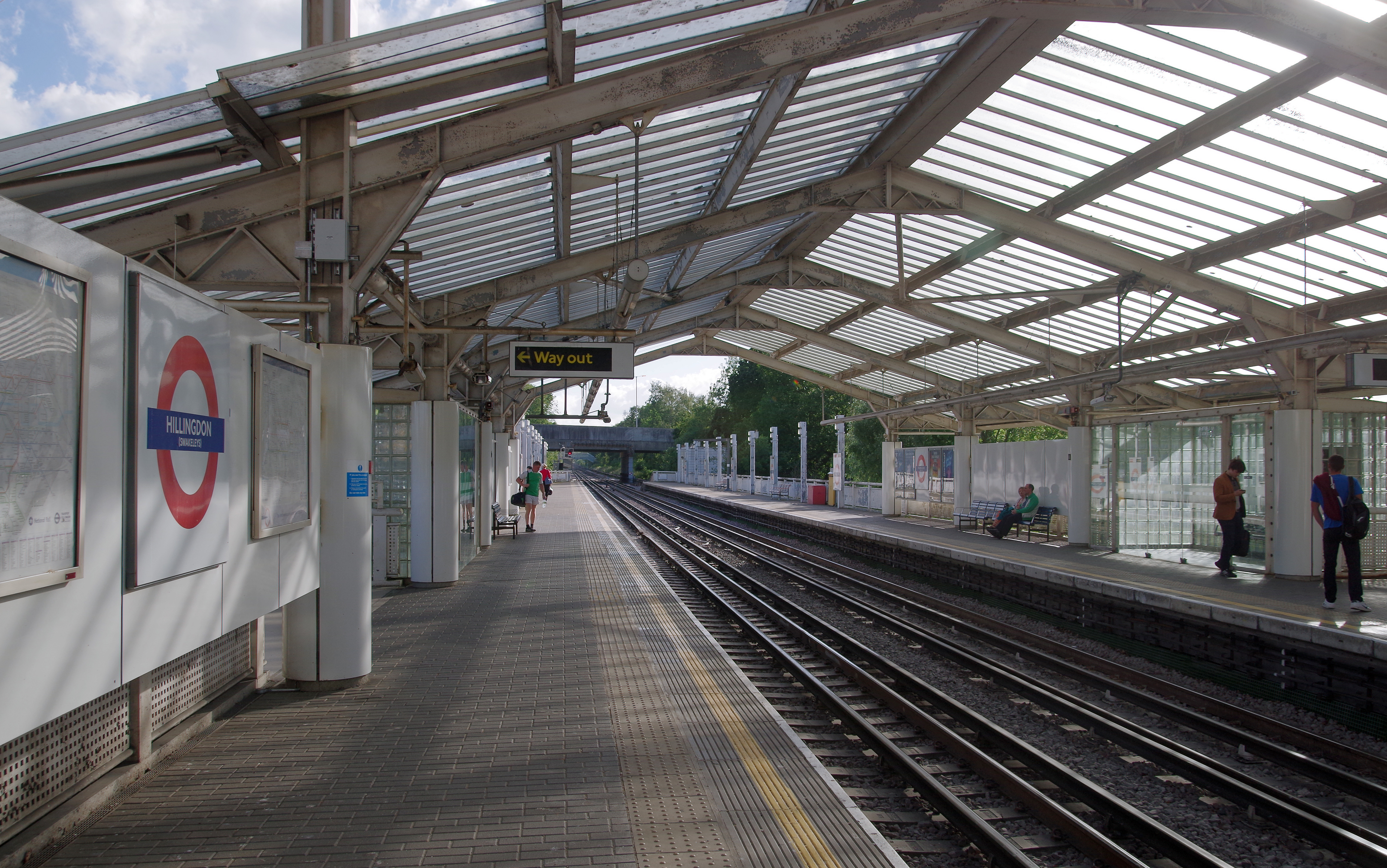
Perrons en sporen gezien uit het noorden.
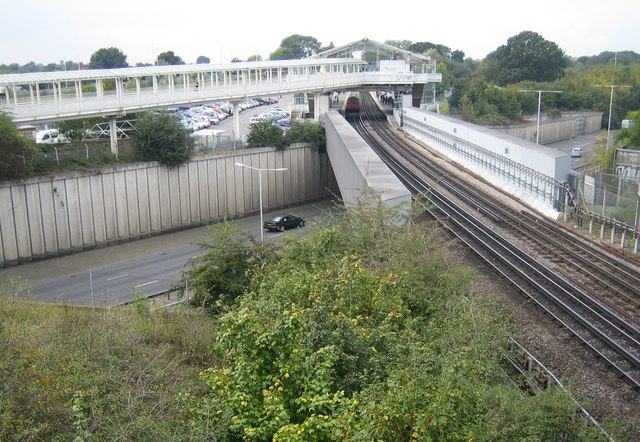
Het station met op de voorgrond het viaduct over de A40 op de plek waar het station uit 1923 stond.

## Ligging en inrichting
Op 6 december 1992 werd een nieuw station geopend omdat het oude station plaats moest maken voor de uitbreiding van de A40. Het nieuwe station is volledig toegankelijk voor mindervaliden. Om de verbreding van de A40 (Western Avenue) bij Hillingdon Circus mogelijk te maken, is het station uit 1923 gesloopt en een nieuw station aan de zuidzijde van de A40 gebouwd. Het nieuwe station werd ontworpen door de architecten Cassidy Taggart Partnership in de deconstructivistische stijl. Het station werd alom geprezen en ontving in 1996 een  Civic Trust Award  voor het ontwerp en in 1994 was het het metrostation van het jaar. In juli 2011 werd het station door de London Borough of Hillingdon op plaatselijke monumentenlijst gezet.
Het station heeft een parkeerplaats, is rolstoeltoegankelijk en bemand. Het loket werd echter in 2015 gesloten en in mei 2016 werden de stationshal en beide perrons voorzien van indicatoren voor de volgende metro. Dit viel samen met werkzaamheden ter verbetering van het station, waaronder het schoonmaken van de glazen overkapping van het station en het afdichten van delen van het dak om nestelende vogels af te schrikken.
In september 2019 leidde een ruzie op het perron tot de dood van de 20-jarige Tashan Daniel. Zijn twee aanvallers werden veroordeeld voor moord en doodslag.

## Reizigersdienst

### Metropolitan Line
De Metropolitan Line is de enige lijn met sneldiensten die op de Uxbridgetak alleen rijden in de ochtendspits (06.30 tot 09.30 uur) van maandag tot vrijdag. Deze semi-snelle metro's stoppen niet bij Northwick Park, Preston Road en Wembley Park.
De normale dienst tijdens daluren omvat:
- 8 ritten per uur naar Aldgate (alle stations)
- 8 ritten per uur naar Uxbridge

De dienst tijdens de ochtendspits omvat:
- 2 ritten per uur naar Aldgate (semi-snel)
- 4 ritten per uur naar Aldgate (alle stations)
- 4 ritten per uur naar Baker Street (alle stations)
- 10 ritten per uur naar Uxbridge

De dienst tijdens de avondspits omvat:
- 7 ritten per uur naar Aldgate (alle stations)
- 3 ritten per uur naar Baker Street (alle stations)
- 10 ritten per uur naar Uxbridge

### Piccadilly Line
Tussen Rayners Lane en Uxbridge rijden voor ongeveer 06.30 uur (maandag t/m vrijdag) en 08.45 uur (zaterdag en zondag) geen metro's op de Piccadilly Line, behalve één vertrek in de vroege ochtend vanuit Uxbridge om 05.18 uur (maandag t/m zaterdag) en 06.46 uur (zondag).
De normale dienst tijdens de daluren omvat:
- 3 ritten per uur naar Cockfosters
- 3 ritten per uur naar Uxbridge

Tijdens de spits geldt:
- 6 ritten per uur naar Cockfosters
- 6 ritten per uur naar Uxbridge